# Fitodepurazione
La fitodepurazione è un sistema di depurazione naturale delle acque reflue domestiche, agricole e talvolta industriali, che riproduce il principio di autodepurazione tipico degli ambienti acquatici e delle zone umide.

## Nome

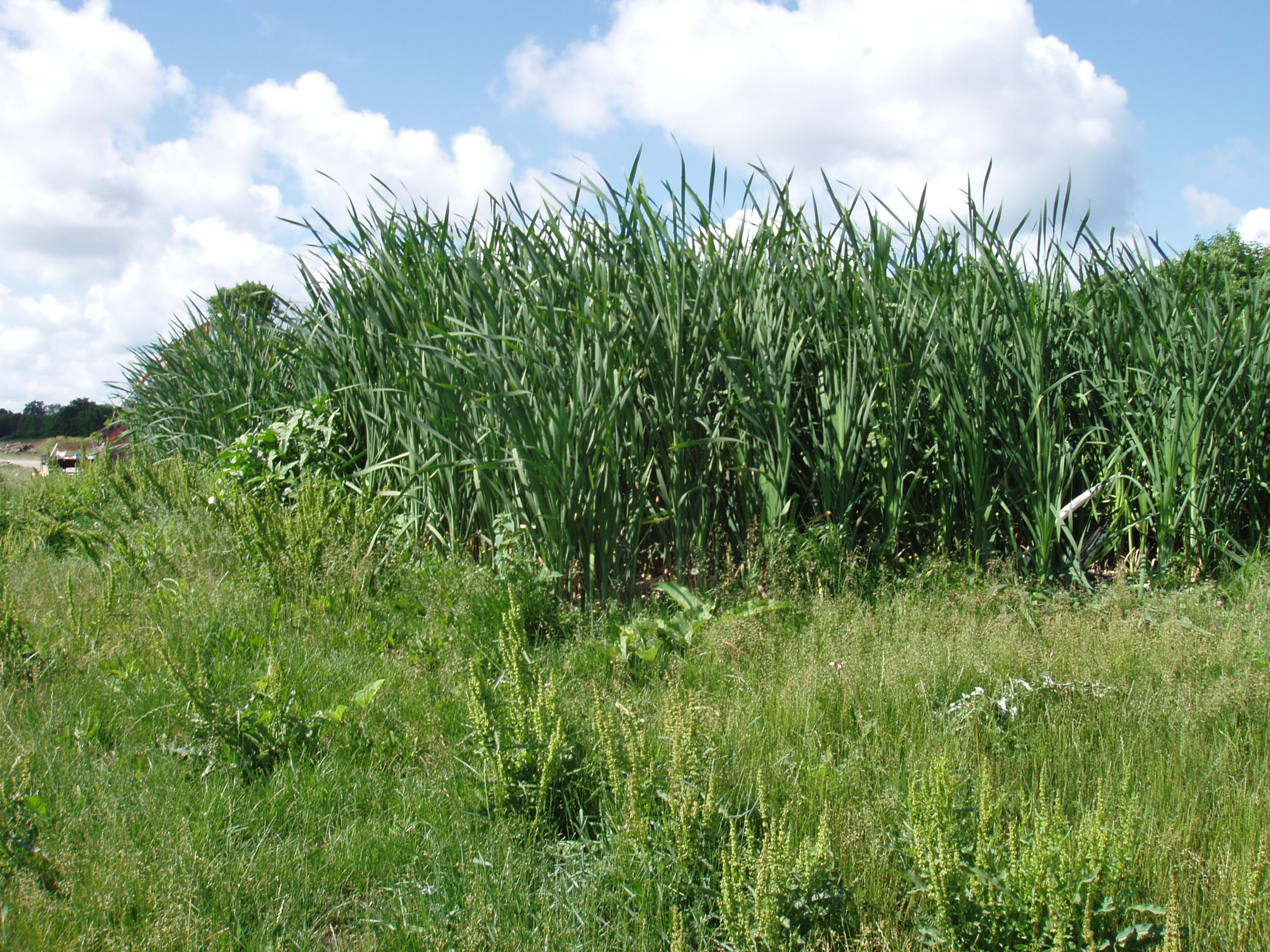
Bacino di fitodepurazione

L'etimologia della parola (phyto = pianta) potrebbe far ritenere che siano le piante gli attori principali del processo depurativo, in realtà le piante hanno il ruolo fondamentale di creare un habitat idoneo alla crescita della flora batterica, adesa o dispersa, che poi è la vera protagonista della depurazione biologica.
A livello internazionale gli impianti di fitodepurazione vengono chiamati constructed wetlands e possono essere utilizzati o come trattamento secondario, cioè come un vero e proprio processo depurativo, a valle del trattamento primario o come trattamenti terziari a valle di impianti di depurazione tradizionali il cui effluente non raggiunge i limiti imposti dalla normativa.

## Storia
L'azione depurante dei sistemi lacustri era conosciuta già nei tempi antichi.
Nella Roma imperiale la Cloaca massima veniva scaricata nelle paludi Pontine al fine di sfruttarne il potere depurante.
A partire dagli anni settanta sono stati sviluppati diversi studi per la creazione di zone umide artificiali progettate espressamente per la depurazione dei reflui. In particolare nella Germania Occidentale sono stati sviluppati i sistemi sommersi a flusso superficiale.
L'utilizzo dei sistemi di fitodepurazione per il trattamento delle acque reflue è divenuta una scelta molto diffusa a livello mondiale.

## Tipi
Le tecniche di fitodepurazione possono essere classificate in base alla prevalente forma di vita delle piante acquatiche che vi vengono utilizzate:
- sistemi a microfite (alghe unicellulari)
- sistemi con macrofite (piante superiori) acquatiche galleggianti
- sistemi con macrofite radicate sommerse
- sistemi con macrofite radicate emergenti

Questi ultimi sistemi possono subire un'ulteriore classificazione dipendente dal cammino idraulico delle acque reflue:
- sistemi a flusso superficiale o libero (FWS - Free Water Surface)
- sistemi a flusso sub-superficiale o sommerso (SFS: Subsurface Flow Sistem) a sua volta suddivisi in:
  - sistemi a flusso sommerso orizzontale (SFS-h o HF: Subsurface Flow System - horizontal)
  - sistema a flusso sommerso verticale (SFS-v o VF: Subsurface Flow System - vertical)

I sistemi di fitodepurazione per il trattamento delle acque reflue domestiche più comunemente utilizzati sono quelli con macrofite radicate emergenti e tra questi quelli a flusso sommerso sono quelli che hanno avuto il maggior sviluppo poiché risultano più efficienti in quanto:
- il medium di crescita, nei sistemi a flusso sommerso, fornisce una maggiore superficie di contatto per i microrganismi, responsabili dei processi depurativi, rispetto ai sistemi a flusso superficiale. Quindi la risposta al trattamento è più rapida e la superficie richiesta per l'impianto è minore rispetto a quella necessaria per sistemi FWS progettati per il trattamento dello stesso tipo di reflui
- Nei sistemi a flusso sommerso il livello dell'acqua e l'accumulo dei detriti vegetali sulla superficie dell'impianto offrono una protezione termica maggiore che nei sistemi FWS
- nei sistemi a flusso sommerso il rischio dell'insorgenza di odori o dello sviluppo di insetti è molto limitato e, pertanto, l'area adibita all'impianto può essere utilizzata dal pubblico ed è possibile prevederne la dislocazione anche in prossimità di centri urbani, con un ottimale inserimento nell'ambiente circostante.

I sistemi a flusso libero sono utili per le grosse utenze e con funzioni di trattamento terziario.

## Pretrattamenti
Gli impianti di fitodepurazione necessitano di pretrattamenti (grigliatura, fossa Imhoff, disoleatori, etc.) al fine di rimuovere le sostanze particolate e le parti più grossolane presenti nei liquami in ingresso evitando intasamenti dei letti filtranti. 
Questo pretrattamento migliora l'efficienza depurativa dell'impianto di fitodepurazione e ne allunga la vita media.

## Substrato
Il substrato drenante o medium di crescita deve essere realizzato in base alle caratteristiche di porosità e conducibilità idraulica che influisce sul tempo di residenza dei liquami.
Al tal fine è preferibile utilizzare ghiaia non frantumata e sabbia lavata o altri materiali equivalenti.
Il medium rappresenta il supporto su cui radicano le macrofite emergenti e proliferano le pellicole batteriche (biofilm) che innescano le trasformazioni biologiche e chimiche di base.

## La vegetazione

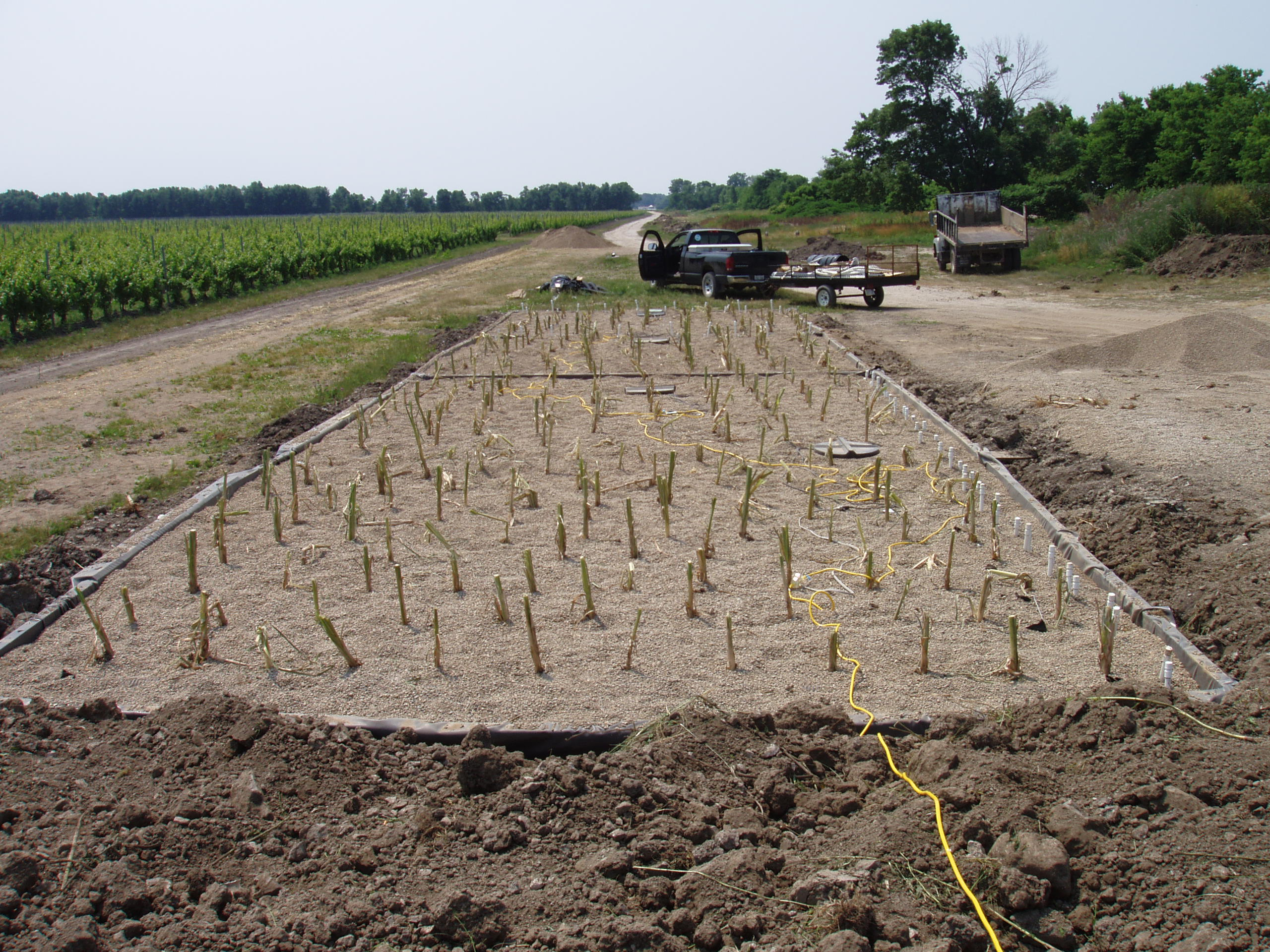
bacino di fitodepurazione in fase di realizzazione

Le piante più utilizzate in questo tipo di sistemi sono quelle denominate macrofite (piante superiori) acquatiche. 
L'essenza più utilizzata in tutta Europa è il Phragmites australis, o cannuccia di palude, per il suo ruolo di pompa di ossigeno; infatti questa è un'elofita che ha la caratteristica di trasportare l'ossigeno atmosferico fino in profondità nel medium di riempimento grazie ai suoi lunghi rizomi, creando microzone ossidate che vengono colonizzate da batteri aerobici; tale attività è molto importante nei sistemi a flusso sommerso. 
Nei sistemi a flusso superficiale, si possono utilizzare tutte le specie di macrofite acquatiche che ben tollerano livelli di trofia ed inquinamento elevati (Carex spp., Scirpus spp., Shoenoplectus spp., Caltha palustris, Alisma plantago-aquatica, Lythrum salicaria, Ceratophyllum demersum, Myriophyllum spicatum, ecc.)

## Impermeabilizzazione del letto
Il fondo dello scavo in cui dovranno essere realizzate le vasche deve essere impermeabile per evitare la percolazione in falda freatica.
Se il terreno del fondo non è naturalmente impermeabile (permeabilità ≥ 10-7 m/s), si deve procedere artificialmente.
L'impermeabilizzazione artificiale può essere effettuata con uno strato di argilla o, come succede più comunemente, con teli in vari materiali (PVC, HDPE, EPDM) di spessore idoneo.
In commercio esistono anche vasche prefabbricate in calcestruzzo o vetroresina.

## Funzionamento

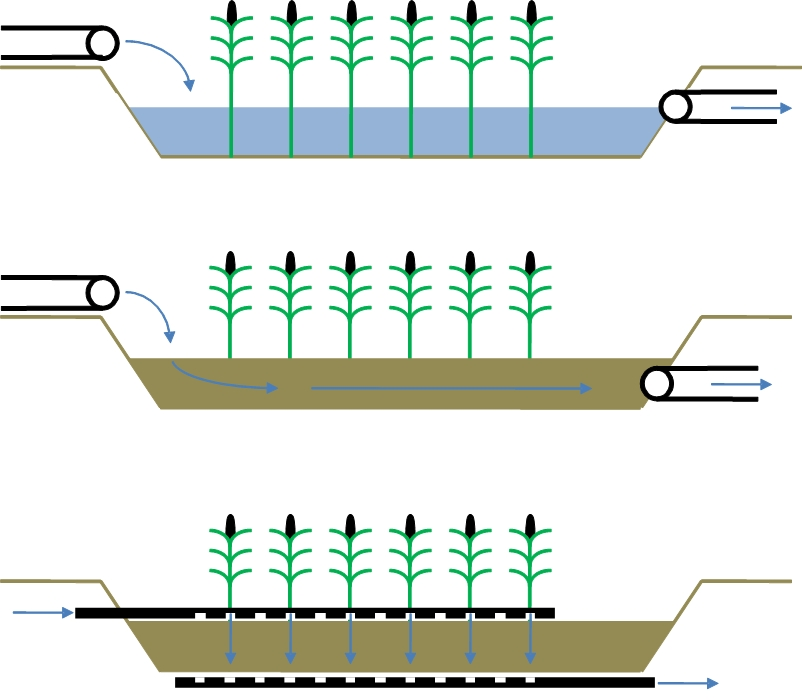
schemi di funzionamento dei sistemi a macrofite emergenti a) a flusso superficiale; b) a flusso sommerso orizzontale; c) flusso sommerso verticale

### Sistemi a flusso superficiale
I sistemi a flusso libero riproducono esattamente i meccanismi di autodepurazione delle zone umide.
Consistono in vasche o canali poco profondi (profondità generalmente limitata a poche decine di centimetri) e impermeabili con un substrato che costituisce il supporto per le radici delle piante emergenti.
La superficie dell'acqua è costantemente al di sopra del substrato e pertanto questa è sempre esposta all'atmosfera.
Il flusso dell'acqua è orizzontale e il livello dell'acqua varia in relazione alle caratteristiche del refluo in ingresso, al livello di trattamento che si intende raggiungere ed al tipo di essenze impiegate.
Essendo tali sistemi riconducibili ad un'area umida naturale hanno anche una valenza naturalistica ed ambientale. Richiedono una superficie elevata.
Fra i sistemi a flusso superficiale si annovera anche la fitodepurazione con barriere flottanti, che consente di intercettare e trattare i flussi di inquinamento direttamente all'interno di corpi idrici superficiali, siano essi naturali che artificiali. Le barriere sono installate perpendicolarmente al flusso dell'acqua, utilizzando piante galleggianti o non galleggianti, ma inserite su supporti flottanti. L'utilizzo di piante galleggianti può presentare difficoltà di realizzazione, perché non è facile trovare specie adatte, l'insediamento e la colonizzazione non sono sempre uniformi e le piante possono invadere settori non dedicati alla depurazione e disperdersi, fino a divenire pericolose infestanti del corso d'acqua.
Il ricorso a piattaforme galleggianti consente di utilizzare macrofite acquatiche che non galleggiano, ma che sono specificatamente utilizzate ed efficaci per scopi depurativi. I vantaggi di questo sistema sono: gamma di scelta delle specie più ampia; uniformità di insediamento e comportamento della barriera; confinamento della vegetazione nel settore assegnato; adattamento a mutevoli profondità della lama d'acqua; versatilità gestionale. Utilizzando specie adatte, lo sviluppo delle radici delle piante può raggiungere e superare il metro di profondità. Radici profonde e fitte svolgono un importante ruolo di filtrazione fisica oltre che di assorbimento dei nutrienti e di supporto alle comunità microbiche che si sviluppano nel biofilm che le avvolge. Il folto intreccio di radici che si sviluppa sotto la lama d'acqua, inoltre, può offrire habitat idoneo a varie forme di vita acquatica. I pesci, in particolare, possono trovare rifugio, alimento e siti per la deposizione delle uova. 

### Sistemi a flusso sommerso
Nei sistemi a flusso sommerso la superficie del refluo non è mai a contatto diretto con l'atmosfera. e pertanto si ha una buona protezione termica dei liquami nella stagione invernale.
Tali impianti sono costituiti da bacini impermeabili riempiti con il substrato permeabile, o medium di crescita.
Sulle superfici così ottenute viene effettuata la messe a dimora delle piante acquatiche.
I reflui, dopo i pretrattamenti, passano attraverso il pozzetto di controllo di monte che serve a controllare il regolare deflusso del liquido e poi attraverso un pozzetto dotato di filtri che fermano le particelle che non dovessero essere sedimentate e delle eventuali pompe di sollevamento.
Successivamente il liquido entra nel bacino di fitodepurazione che può essere a flusso orizzontale o verticale.
Le essenze impiegate per i due sistemi sono le medesime.
Il refluo, passando attraverso il filtro, subisce un processo di depurazione e le acque depurate vengono convogliate nel pozzetto di controllo di valle, in cui è posto anche un sistema a sifone per il controllo del livello nel bacino. Successivamente da lì vengono inviate al corpo ricettore.
Nel pozzetto si possono prelevare campioni di liquido per le analisi.
Per evitare l'ingresso delle acque meteoriche le vasche vengono delimitate da bordi sopraelevati di circa 10-20 cm rispetto alla superficie del terreno.
In Italia viene adottato essenzialmente il flusso orizzontale perché, anche se le rese depurative sono inferiori rispetto ai sistemi con flusso verticale, presenta rispetto a quest'ultimo minori problemi gestionali.
I due tipi di impianto, a flusso orizzontale e a flusso verticale, possono essere normalmente utilizzati accoppiati tra loro per sfruttare le capacità depurative di entrambi i sistemi, in particolare per la riduzione delle sostanze azotate.
In questo caso si parla di fitodepurazione con sistemi ibridi e sono indicati per trattare scarichi.

#### Sistemi a flusso orizzontale
In questi sistemi il flusso di acqua rimane costantemente al di sotto della superficie del substrato e scorre in senso orizzontale grazie ad una leggera pendenza del fondo del letto (non superiore 1%) ottenuta con uno strato di sabbia sottostante il manto impermeabilizzante.
In questi sistemi il livello dell'acqua si trova poco al di sotto della superficie, pertanto l'ambiente all'interno dei letti risulta essere prevalentemente anaerobico. In corrispondenza dei rizomi delle eleofite si creano delle microzone ossigenate, ben delimitate, che determinano lo sviluppo del film batterico aerobico.
L'alternanza di zone aerobiche e zone anaerobiche comporta lo sviluppo di diverse famiglie di microrganismi specializzati e scomparsa pressoché totale dei patogeni, particolarmente sensibili ai rapidi cambiamenti nel tenore di ossigeno disciolto.
La materia organica, passando attraverso la rizosfera delle macrofite, è decomposta dall'azione microbica. Le sostanze azotate sono sottoposte a processi di nitrificazione e denitrificazione. La nitrificazione è fortemente limitata dalla carenza di ossigeno e dal ridotto tempo di ritenzione idraulica, mentre la denitrificazione risulta prevalente nelle zone anaerobiche. Il fosforo e i metalli pesanti sono fissati per adsorbimento sul materiale di riempimento e assorbiti da parte delle piante.
L'alimentazione dei letti è continua e deve essere tale da permettere una distribuzione del refluo uniforme su tutta la larghezza del letto.
Allo scopo si possono utilizzare tubazioni forate disposte lungo tutta la lunghezza del letto e immerse in una zona drenante riempita con materiale inerte grossolano.
La raccolta dell'effluente avviene in genere attraverso una tubazione forata disposta lungo la larghezza del letto nella zona più depressa del fondo e immersa anch'essa in una zona drenante analoga a quella delle condotte di alimentazione.
Tale tubazione di raccolta è collegata al pozzetto di controllo di valle in cui è presente anche il sistema a sifone per il controllo del livello idrico nel letto; tale pozzetto permette inoltre il prelievo dei campioni per le analisi del depurato.
Il substrato permeabile contenuto nella vasca, è costituito di regola da materiali a granulometria costante.
Il bacino di fitodepurazione viene riempito completamente di inerti (ghiaia e/o sabbia nei diversi casi previsti) senza alcuna copertura di torba, terriccio o terreno vegetale onde evitare la crescita di essenze vegetali infestanti e consentire nel contempo la crescita delle piante fitodepuranti con il solo apporto del refluo da depurare, così da favorirne la trasformazione della biomassa stessa. La superficie dei letti così realizzati deve essere perfettamente piana. 

#### Sistemi a flusso verticale

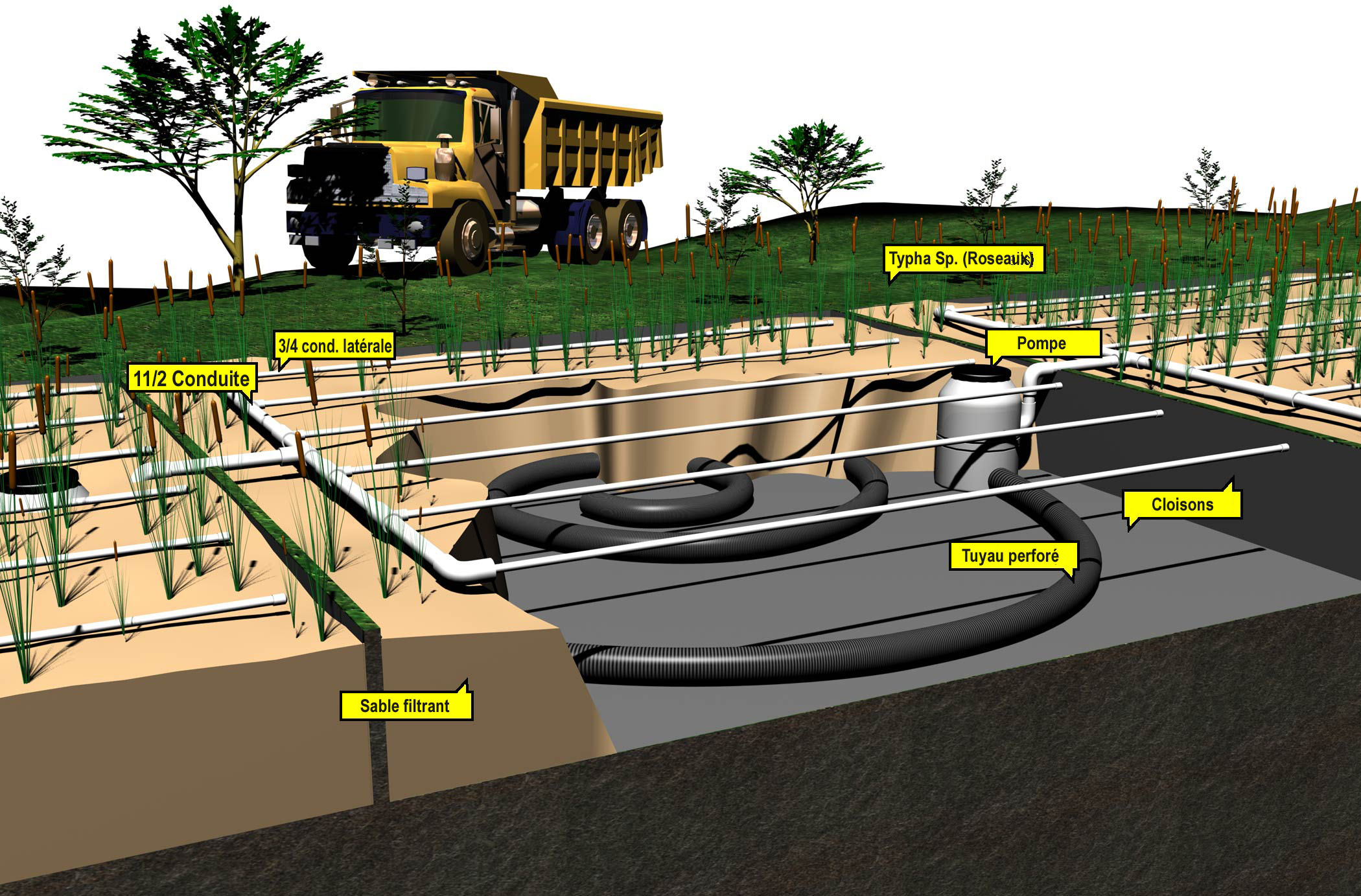
Sistema a flusso verticale

Rispetto al sistema a flusso orizzontale, in quelli a flusso verticale il refluo da trattare è fatto percolare verticalmente attraverso il medium di riempimento.
L'alimentazione avviene in modo intermittente (a periodi di carico seguono periodi di pausa) tramite pompe sommerse o sistemi a sifone quando le pendenze permettono l'ingresso dei fluidi nel bacino per gravità. L'utilizzo della pompa comunque permette una migliore ed omogenea immissione nella massa filtrante.
Poiché in questi bacini il livello del refluo si trova oltre un metro sotto la superficie, è facilitata la diffusione dell'ossigeno fino agli strati più interni del medium. 
Questa elevata ossigenazione del medium è resa possibile dall'alimentazione intermittente. 
Infatti il liquido che è distribuito su tutta la superficie filtra gradatamente verso il fondo delle vasche e lo svuotamento progressivo permette all'aria di infiltrarsi negli interstizi del medium di riempimento. 
Il riempimento successivo intrappola l'aria e la spinge in profondità permettendo in questo modo un'elevata ossigenazione, anche in periodo invernale, favorendo la formazione di batteri adesi alle particelle della massa filtrante.
A seguito della intermittenza, negli strati più profondi si alternano periodi di condizioni ossidanti a periodi di condizioni riducenti e si ha un costante ricambio dei gas presenti nel suolo.
I principi su cui si basa la rimozione dei contaminanti sono gli stessi di quelli dei sistemi a flusso orizzontale, però essendo l'ambiente più ossigenato risulta più elevata l'ossidazione e degradazione della sostanza organica e sono maggiori i processi di nitrificazione.
Il refluo, una volta attraversato il medium, raggiunge il sistema di drenaggio sul fondo del bacino.
Il dispositivo di drenaggio copre tutta la superficie utilizzando tubi drenanti posti a distanza di circa 2 m. Tali tubazioni convogliano le acque nel pozzetto di controllo di valle. Lo strato drenante in questi casi è costituito da un medium di spessore superiore a 80 cm (tipicamente circa 1 m), costituito da materiali a granulometria variabile partendo da uno strato di sabbia in corrispondenza della superficie per arrivare allo strato di ghiaia lavata posto sopra al sistema di drenaggio sul fondo.
Sul medium è posato il sistema di adduzione costituito da tubazioni forate di diametro piccolo (100/120 mm), di norma in polietilene o PVC, distanti non meno di 1 m per garantire un'uniforme distribuzione del liquame sullo strato filtrante. Viene realizzato un ulteriore strato di ghiaia di 10-15 cm per ricoprire i tubi forati e completato con terreno vegetale su cui è effettuata la piantumazione.
Nella scelta delle piante acquatiche sono sconsigliate quelle con apparato radicale a stoloni (tipo la Phragmites) in quanto favoriscono l'occlusione dei fori dell'apparato di distribuzione dei reflui.

## Meccanismi di depurazione
La depurazione avviene mediante l'azione combinata tra substrato permeabile, piante, refluo e microrganismi presenti.
I principi su cui si basa la rimozione degli inquinanti (sostanza organica, azoto fosforo e patogeni) sono simili a quelli dei letti percolatori, e sono di tipo fisico, chimico e biologico tra i quali:
- processi fisici:
  - filtrazione meccanica da parte del medium
  - sedimentazione
  - assorbimento del medium per azione delle forze di Van der Waals
- processi chimici:
  - sedimentazione e la degradazione di numerosi inquinanti per azione della luce e delle reazioni chimiche che si creano sia in zone ossigenate che ridotte
- processi biologici:
  - assorbimento da parte delle radici delle piante dei nutrienti biochimici
  - metabolismo della flora microbica che svolge la maggior parte del lavoro di depurazione.

La funzione delle piante è molteplice in quanto le loro radici:
- rendono il substrato permeabile idraulicamente e stabile
- attenuano l'irraggiamento solare, creando un ambiente sfavorevole alla crescita di alghe
- regolano gli scambi di calore tra aria ed acqua e quindi l'evaporazione
- riducono la velocità del flusso idraulico
- assorbono, in frazione modesta, gli elementi nutritivi (principalmente inorganici) presenti nell'acqua da depurare
- soprattutto forniscono una parte dell'ossigeno necessario alla decomposizione della materia organica da parte dei microrganismi aerobici eterotrofi.

Infatti le macrofite messe a dimora sul medium hanno la naturale capacità di catturare l'ossigeno attraverso l'apparato fogliare e condurlo, attraverso il fusto, ai rizomi. La superficie di questi, già dopo pochi mesi dall'avviamento dell'impianto, si rivestirà di un film batterico di microrganismi. 
Questi microrganismi eterotrofi aerobici, che vivono nelle nicchie ossigenate adiacenti alle radici delle piante acquatiche, operano gran parte del processo di degradazione della sostanza organica e di ammonificazione e nitrificazione-denitrificazione dell'azoto, inoltre filtrano direttamente il materiale in sospensione e particolato 
Nei sedimenti e nelle zone più lontane dalle radici si verificano processi anossici e anaerobici, comunque utili ai fini del processo depurativo quando in giusto rapporto con i processi aerobici.
Vengono rimossi quasi totalmente anche i microrganismi patogeni.

### Rimozione dei nutrienti
Per quanto riguarda la rimozione dei composti dell'azoto e del fosforo, che sono i tipici fattori di eutrofizzazione, questa avviene attraverso varie vie.
I nitrati vengono assimilati dalle macrofite o convertiti, attraverso processi biochimici di denitrificazione, in azoto gassoso che si libera nell'atmosfera.
Il fosforo viene in parte assimilato dai vegetali, in parte si insolubilizza sotto forma di fosfati minerali di calcio, di ferro o alluminio oppure forma complessi organici più o meno stabili che in seguito mineralizzano attraverso processi chimici o biochimici.

## Dimensionamento

### Superficie del letto
Per un impianto a flusso superficiale i dati in letteratura indicano valori > 20 m2/AE.
Per un impianto a flusso sommerso orizzontale di norma si consigliano:
- 5 m2/AE per applicazioni normali
- 3,5 m2/AE per applicazioni stagionali.

con una superficie minima di 20 m2 e con un rapporto fra lunghezza e larghezza del letto pari a 0,5/1 fino a 3/1.
Per un impianto a flusso sommerso verticale di norma si consigliano:
- 3-4 m2/AE per applicazioni normali
- 2 m2/AE per applicazioni stagionali;

con una superficie minima di 10 m2

### Profondità del substrato
Per un impianto a flusso sommerso orizzontale i dati in letteratura consigliano spessori pari a 70 -80 cm mentre per quelli flusso sommerso verticale valori maggiori di 80 cm.
Dall'altezza del medium e dal suo assortimento granulometrico dipendono per la determinazione i parametri necessari al calcolo della velocità di filtrazione utilizzando la formula di Darcy che trova origine ed applicazione nel sistema di filtrazione all'interno dei pozzi e consente la determinazione del calcolo delle velocità idrauliche relative.

## Utilizzi
Questo tipo di trattamento può essere utilizzata anche come trattamento secondario, cioè come un vero e proprio processo depurativo, fino a 2 000 abitanti equivalenti, o come trattamento terziario dei reflui provenienti dai depuratori tradizionali.
Oltre per il trattamento dei reflui domestici, la fitodepurazione può essere utilizzata con successo anche per trattare:
- scarichi discontinui o irregolari come quelli provenienti da hotel, campeggi, villaggi turistici, rifugi
- reflui in uscita da impianti di acquacoltura
- reflui in uscita da aziende zootecniche
- reflui in uscita da caseifici e cantine di vinificazione
- acque di dilavamento stradale
- percolati di miniere e discariche
- derivazioni da corsi d'acqua eutrofizzati.

Nel comune di Teolo (Padova) è stato inaugurato un impianto di fitodepurazione integrale, innovativo per impatto ambientale minimo e autosufficienza energetica; un progetto congiunto del Comune di Teolo, Etra e Parco regionale dei Colli Euganei. Prima di questo intervento le acque usate dalle abitazioni nella zona alta di Teolo, nella quale vivono più di 150 abitanti dove non esiste una rete fognaria che possa condurre i reflui al depuratore comunale, venivano trattate da tre vasche Imhoff. Vista la valenza ambientale dell'area, situata all'interno del Parco Regionale dei Colli Euganei, si è stabilito di integrare questo trattamento con un sistema di fitodepurazione per migliorare l'efficacia del processo.

## Manutenzione
L'unica manutenzione in questi impianti è il controllo periodico dello scarico a mezzo di analisi chimiche, come richiesto dalla legge.
Vi è poi da considerare la manutenzione (vuotatura periodica in funzione anche del dimensionamento dell'impianto) delle vasche a monte del sistema (vasca Imhoff, degrassatore, ecc.). 
Gli impianti correttamente dimensionati non prevedono la sostituzione delle piante acquatiche.
Le piante, se scelte nei modi, nei tempi e collocate correttamente, non devono essere rimpiazzate o sostituite.

## Vantaggi
- costi minimi di costruzione e manutenzione rispetto a quelli degli impianti di depurazione tradizionali
- assenza di odori e di proliferazione di insetti nei sistemi a flusso sommerso
- totale abbattimento della carica patogena
- creazione di un'area verde al posto di manufatti in cemento
- possibilità di riutilizzo dell'acqua depurata a scopi irrigui
- riduzione dei consumi di energia elettrica rispetto ad un depuratore tradizionale
- assenza o ridotta necessità di apparecchiature elettromeccaniche
- effluente finale conforme alle norme vigenti (Tabelle 1 e 2, Allegato 5 del D.lg. 152/2006)
- funzionamento depurativo indipendente dall'assenza di energia o sovraccarico idraulico fondamentali per il funzionamento dei processi di depurazione tradizionali.

## Svantaggi
- richiesta di maggiori superfici rispetto ai depuratori convenzionali
- costi di acquisizione del suolo sul quale costruire l'impianto

## Normativa
Il Testo unico sull'ambiente (D.lg. 152/2006) incentiva gli impianti di fitodepurazione in quanto tecniche di depurazione naturale in possesso dei requisiti di “trattamento appropriato” (allegato 3/5): sopportare adeguatamente forti variazioni orarie del carico idraulico ed organico, semplificare la manutenzione e la gestione, minimizzare i costi gestionali.
Il legislatore auspica il ricorso alle tecnologie di depurazione naturale per:
- “agglomerati con popolazione equivalente compresa tra 50 e 2 000 abitanti”
- “agglomerati in cui la popolazione equivalente fluttuante è superiore al 30% della popolazione residente e laddove le caratteristiche territoriali e climatiche lo consentano”
- “agglomerati di maggiori dimensioni con popolazione equivalente compresa tra i 2 000 e i 25 000 abitanti, anche in soluzioni integrate con impianti a fanghi attivi o a biomassa adesa, a valle del trattamento, con funzione di affinamento”.